# Borki (rejon kowelski)
Borki (ukr. Бі́рки, Birky) – wieś na Ukrainie, w obwodzie wołyńskim, w rejonie kowelskim. W 2001 roku liczyła 723 mieszkańców.
Pierwsze wzmianki o miejscowości pochodzą z 1672 roku.
W II Rzeczypospolitej miejscowość wchodziła w skład gminy wiejskiej Luboml w powiecie lubomelskim województwa wołyńskiego. 
We wsi znajduje się cerkiew św. Joachima i Anny z 2006 roku.
Do 2020 w rejonie lubomelskim.